# Seznam dílů seriálu Hodný holky
Toto je seznam dílů seriálu Hodný holky. Americký dramatický televizní seriál Hodný holky měl premiéru 26. února 2018 na stanici NBC.

## Přehled řad
| Řada | Díly | Premiéra v USA | Premiéra v USA    |
| Řada | Díly | První díl      | Poslední díl      |
| ---- | ---- | -------------- | ----------------- |
| 1    | 10   | 26. února 2018 | 30. dubna 2018    |
| 2    | 13   | 3. března 2019 | 26. května 2019   |
| 3    | 11   | 16. února 2020 | 3. května 2020    |
| 4    | 16   | 7. března 2021 | 22. července 2021 |

## Seznam dílů

### První řada (2018)
| Č. v seriálu | Č. v řadě | Původní název           | Český název              | Režie              | Scénář                        | Premiéra v USA  |
| ------------ | --------- | ----------------------- | ------------------------ | ------------------ | ----------------------------- | --------------- |
| 1            | 1         | Pilot                   | Pilot                    | Dean Parisot       | Jenna Bans                    | 26. února 2018  |
| 2            | 2         | Mo Money, Mo Problems   | Víc prachů, víc problémů | Dean Parisot       | Jeannine Renshaw              | 5. března 2018  |
| 3            | 3         | Borderline              | Na hraně                 | Kenneth Fink       | Jenna Lamia                   | 12. března 2018 |
| 4            | 4         | Atom Bomb               | Atomovka                 | Dean Parisot       | Nicole Paulhus                | 19. března 2018 |
| 5            | 5         | Taking Care of Business | Nákupní horečka          | Sarah Pia Anderson | Des Moran                     | 26. března 2018 |
| 6            | 6         | A View From the Top     | Pohled shora             | So Yong Kim        | Marc Halsey                   | 2. dubna 2018   |
| 7            | 7         | Special Sauce           | Speciální omáčka         | Sharat Raju        | Bill Krebs                    | 9. dubna 2018   |
| 8            | 8         | Shutdown                | Podnik se zavírá         | Nzingha Stewart    | Mark Wilding                  | 16. dubna 2018  |
| 9            | 9         | Summer of the Shark     | Léto žraloka             | Michael Weaver     | Bill Krebs a Jeannine Renshaw | 23. dubna 2018  |
| 10           | 10        | Remix                   | Remix                    | Sarah Pia Anderson | Jenna Bans                    | 30. dubna 2018  |

### Druhá řada (2019)
| Č. v seriálu | Č. v řadě | Původní název                                     | Český název                                             | Režie            | Scénář                        | Premiéra v USA  |
| ------------ | --------- | ------------------------------------------------- | ------------------------------------------------------- | ---------------- | ----------------------------- | --------------- |
| 11           | 1         | I'd Rather Be Crafting                            | Radši budu vyšívat                                      | Michael Weaver   | Bill Krebs                    | 26. února 2019  |
| 12           | 2         | Slow Down, Children at Play                       | Pozor, děti                                             | Michael Weaver   | Jeannine Renshaw              | 10. března 2019 |
| 13           | 3         | You Have Reached The Voicemail Of Leslie Peterson | Dovolali jste se do hlasové schárnky Leslie Petersonové | Dylan K. Massin  | Emily Halpem a Sarah Haskins  | 17. března 2019 |
| 14           | 4         | Pick Your Poison                                  | Vyber si jed                                            | Phil Traill      | Jenna Lamia                   | 24. března 2019 |
| 15           | 5         | Everything Must Go                                | Všechno musí jít                                        | Michael Spiller  | Carla Banks Waddles           | 31. března 2019 |
| 16           | 6         | Take Off Your Pants                               | Kalhoty dolů                                            | Dean Parisot     | Des Moran                     | 7. dubna 2019   |
| 17           | 7         | The Dubby                                         | Nejdražší                                               | So Yong Kim      | Bill Krebs                    | 14. dubna 2019  |
| 18           | 8         | Thelma and Louise                                 | Thelma a Louise                                         | Michael Weaver   | Emily Halpern a Sarah Haskins | 21. dubna 2019  |
| 19           | 9         | One Last Time                                     | Naposled                                                | Tara Nicole Weyr | Carla Banks Waddles           | 28. dubna 2019  |
| 20           | 10        | This Land is Your Land                            | Tahle země je tvá                                       | Lee Friedlander  | Jeannine Renshaw              | 5. května 2019  |
| 21           | 11        | Hunting Season                                    | Lovná sezóna                                            | Ken Whittingham  | Jenna Lamia                   | 12. května 2019 |
| 22           | 12        | Jeff                                              | Jeff                                                    | Andrew McCarthy  | Mark Wilding a Jenna Lamia    | 19. května 2019 |
| 23           | 13        | King                                              | King                                                    | Michael Weaver   | Bill Krebs                    | 26. května 2019 |

### Třetí řada (2020)
| Č. v seriálu | Č. v řadě | Původní název       | Český název          | Režie           | Scénář                         | Premiéra v USA  |
| ------------ | --------- | ------------------- | -------------------- | --------------- | ------------------------------ | --------------- |
| 24           | 1         | Find Your Beach     | Najdi svoji pláž     | Michael Weaver  | Jenna Bans a Bill Krebs        | 16. února 2020  |
| 25           | 2         | Not Just Cards      | Víc než jen přáníčka | Phil Traill     | Carla Banks Waddles            | 23. února 2020  |
| 26           | 3         | Egg Roll            | Jarní rolka          | Lee Friedlander | Helen Childress                | 1. března 2020  |
| 27           | 4         | The Eye In Survivor | Jádro přežití        | Dylan K. Massin | Greta Heinemann                | 8. března 2020  |
| 28           | 5         | Au Jus              | Au Jus               | Andrew McCarthy | Chantelle M. Wells             | 15. března 2020 |
| 29           | 6         | Frere Jacques       | Bratře Kubo          | Michael Weaver  | Ester Lou Weithers             | 22. března 2020 |
| 30           | 7         | Vegas, Baby         | Vegas, bejby         | Andrew McCarthy | Helen Childress                | 29. března 2020 |
| 31           | 8         | Nana                | Babi                 | Phil Traill     | Greta Heinemann                | 5. dubna 2020   |
| 32           | 9         | Incentive           | Odměna               | Sara Zandieh    | Chantelle M. Wells             | 19. dubna 2020  |
| 33           | 10        | Opportunity         | Příležitost          | Michael Weaver  | Carla Banks Waddles            | 26. dubna 2020  |
| 34           | 11        | Synergy             | Synergie             | Dylan K. Massin | Vanessa Mancos a Jeremy Gordon | 3. května 2020  |

### Čtvrtá řada (2021)
| Č. v seriálu | Č. v řadě | Původní název              | Český název          | Režie                            | Scénář                                       | Premiéra v USA    |
| ------------ | --------- | -------------------------- | -------------------- | -------------------------------- | -------------------------------------------- | ----------------- |
| 35           | 1         | One Night in Bangkok       | Noc v Bangkoku       | Eric Galileo Tignini             | Helen Childress a Bill Krebs                 | 7. března 2021    |
| 36           | 2         | Big Kahuna                 | Big Kahuna           | Jennifer Arnold a Michael Weaver | Bill Krebs                                   | 14. března 2021   |
| 37           | 3         | Fall Guy                   | Obětní beránek       | Michael Weaver                   | Ester Lou Weithers                           | 21. března 2021   |
| 38           | 4         | Dave                       | Dave                 | Michael Weaver                   | Greta Heinemann a Mark Wilding               | 28. března 2021   |
| 39           | 5         | The Banker                 | Banka                | Eric Galileo Tignini             | Bill Krebs                                   | 11. dubna 2021    |
| 40           | 6         | Grandma Loves Grisham      | Babi miluje Grishama | Eric Galileo Tignini             | Carla Banks Waddles                          | 18. dubna 2021    |
| 41           | 7         | Carolyn with a Y           | Carolyn s Y          | Michael Weaver                   | Kris Baucom a Jacob Motz                     | 2. května 2021    |
| 42           | 8         | Broken Toys                | Rozbité hračky       | Michael Weaver                   | Mark Wilding                                 | 9. května 2021    |
| 43           | 9         | Chef Boyardee              | Polévka z pytlíku    | Eric Galileo Tignini             | Samantha Taylor Pickett a Steven Rubinshteyn | 16. května 2021   |
| 44           | 10        | Strong Hearts Strong Sales | Dej do toho srdce    | Erin Feeley                      | Jenna Lamia                                  | 24. června 2021   |
| 45           | 11        | Put It all on Two          | Všechno na dvojku    | Eva Vives                        | Helen Childress                              | 24. června 2021   |
| 46           | 12        | Family First               | Rodina především     | Eric Galileo Tignini             | Ester Lou Weithers                           | 1. července 2021  |
| 47           | 13        | You                        | Ty                   | Michael Weaver                   | Jeremy Gordon                                | 8. července 2021  |
| 48           | 14        | Thank You for Your Support | Díky za podporu      | Ken Whittingham                  | Vanessa Mancos                               | 15. července 2021 |
| 49           | 15        | We're Even                 | Jsme si kvit         | Sara Zandieh                     | Mark Wilding a Jenna Lamia                   | 22. července 2021 |
| 50           | 16        | Nevada                     | Nevada               | Michael Weaver                   | Helen Childress a Ester Lou Weithers         | 22. července 2021 |